# N.Flying
N.Flying (tiếng Hàn Quốc: 엔플라잉  , Tiếng Nhật: エ ヌ フ ラ イ ン グ; viết tắt của New Flying / Next Flying cũng có nghĩa là "đôi cánh mới" hoặc "chuyến bay tiếp theo".) là một ban nhạc rap rock của Hàn Quốc được thành lập bởi công ty FNC Entertainment vào năm 2013. Nhóm phát hành đĩa đơn indie nhạc số đầu tiên "Basket"  tại Nhật Bản vào ngày 1 tháng 10 năm 2013. Nhóm đã đánh dấu màn ra mắt tại Hàn Quốc vào ngày 20 tháng 5 năm 2015 với EP đầu tiên, bao gồm đĩa đơn chính "Awesome". Các thành viên ban đầu của ban nhạc bao gồm bốn thành viên: Kwon Kwang-jin, Lee Seung-hyub, Cha Hun và Kim Jae-hyun. Yoo Hwe-seung được bổ sung vào tháng 6 năm 2017. Kwang-jin rời nhóm vào ngày 26 tháng 12 năm 2018 và vị trí của anh do Seo Dong-sung đảm nhiệm kể từ ngày 1 tháng 1 năm 2020.

## Lịch sử

### Trước khi ra mắt
Năm 2009, Kwon Kwang-jin ra mắt với tư cách là tay bass của nhóm nhạc cùng công ty CNBLUE. Tuy nhiên, Kwon Kwang-jin đã rời nhóm vào tháng 9 vì lý do cá nhân. Vào tháng 1 năm 2011, Kwang-jin quay lại thực tập tại FNC Entertainment, cùng các thực tập sinh Seung-hyub, Jae-hyun và Cha Hun. Trước khi ra mắt N.Flying, giọng ca chính Park Rai-On đã rời nhóm vào đầu năm 2013 để thực hiện nghĩa vụ quân sự bắt buộc tại Singapore. FNC Entertainment sau đó xác nhận đã chấm dứt hợp đồng với Rai-On để tạo tiền đề ra mắt N.Flying. Các thành viên còn lại sẽ tiếp tục thực tập để ra mắt N.Flying.
Năm 2013, Lee Seung-hyub xuất hiện trong video âm nhạc Pretty Boy của Juniel trong vai người mà cô ấy đem lòng thương mến tại một quán cà phê.

### 2013–2014: Ra mắt tại Nhật vớiBasket,One and Onlyvà hoãn ra mắt tại Hàn Quốc
N.Flying bắt đầu buổi biểu diễn đầu tiên tại Shibuya CYCLONE vào ngày 28 tháng 9. Vào ngày 1 tháng 10, họ đã phát hành album indie đầu tay mang tên Basket và biểu diễn mở màn trong chuyến lưu diễn Zepp "Replay" của FT Island. BASKET đạt vị trí thứ hai trên bảng xếp hạng đĩa đơn hàng tuần của Tower Records, vị trí thứ hai trên bảng xếp hạng đĩa đơn hàng tuần của Oricon Indies và vị trí thứ bốn trên bảng xếp hạng đĩa đơn hàng ngày của Oricon. Ban nhạc tiếp tục biểu diễn trực tiếp tại các câu lạc bộ và diễn mở màn cho chuyến công diễn Arena "One More Time" của CNBLUE. Vào ngày 14 tháng 11, N.Flying có buổi diễn solo trực tiếp đầu tiên diễn ra tại Live Space Halot.
Vào ngày 1 tháng 1, N.Flying đã phát hành album đơn tiếng Nhật thứ hai mang tên One and Only. Đĩa đơn đứng hạng nhất trên bảng xếp hạng Tower Records trong ngày thứ hai phát hành.
N.Flying lần đầu tiên xuất hiện trên truyền hình vào tập 7 của bộ phim truyền hình thực tế của FNC, Cheongdam-dong 111 của tvN. Phần tiếp theo của bộ phim nói về câu chuyện ra mắt của N.Flying được phát sóng vào tháng 3 năm 2014 trên kênh tvN.
Vào ngày 29 tháng 1, N.Flying trở thành gương mặt đại diện mới của Buckaroo Jeans. Trong tập cuối của chương trình thực tế, "Cheongdamdong111: N.Flying's Way of Becoming a Star", Seung-hyub được chỉ định làm trưởng nhóm của N.Flying.
Vào tháng 3, N.Flying diễn mở màn cho chuyến công diễn tại Singapore của ban nhạc tiền bối FT. Island.
N.Flying dự kiến ra mắt tại Hàn Quốc vào năm 2014 nhưng bị hoãn lại sau khi trưởng nhóm Seung-hyub bị thương ở đầu gối vào tháng 7.

### 2015–2016: Ra mắt tại Hàn Quốc vớiAwesomeandLonely
Vào ngày 11 tháng 5, FNC Entertainment công bố teaser cho màn ra mắt của N.Flying tại Hàn Quốc. Công ty cũng thông báo EP đầu tay Awesome sẽ được phát hành vào ngày 20 tháng 5 cùng với video âm nhạc của bài hát chủ đề cùng tên.
Vào ngày 12 tháng 5, FNC Entertainment thông báo N.Flying sẽ phát hành đồng thời phiên bản tiếng Trung Quốc và tiếng Hàn của Awesome vào ngày 20 tháng 5, phiên bản tiếng Nhật dự kiến phát hành vào tháng 8. Vào ngày 19 tháng 5 năm 2015, FNC Entertainment tung ra teaser của video âm nhạc cho Awesome. Một ngày sau, FNC Entertainment phát hành video âm nhạc đầy đủ với sự góp mặt của Kim Seolhyun của AOA.
Vào ngày 12 tháng 10, FNC Entertainment tung ra một teaser đầy ẩn ý, "Lonely 2015.10.22". Một ngày sau, FNC Entertainment xác nhận N.Flying sẽ phát hành album đơn đầu tiên, Lonely, vào ngày 22 tháng 10. Vào ngày 15 tháng 10, N.Flying phát hành teaser của từng thành viên. Từ ngày 18 đến ngày 20 tháng 10, N.Flying tung teaser cho MV. Vào ngày 20 tháng 10, N.Flying công bố danh sách bài hát và tổng hợp những đoạn nhạc nổi bật của mỗi bài nằm trong đĩa đơn đầu tay. Đĩa đơn đầu tiên của N.Flying Lonely được phát hành vào ngày 22 tháng 10.
Vào tháng 4 năm 2016, N.Flying đã biểu diễn ca khúc ra mắt Awesome tại KCON ở Nhật Bản.

### 2017–2018: Thành viên mới Yoo Hwe-seung,The Real: N.Flying,The Hottest,How Are You?, Dự ánFly Highvà Kwangjin rời nhóm
Vào tháng 2 năm 2017, FNC Entertainment thông báo ban nhạc sẽ có sự thay đổi thành viên trước khi trở lại. Vào ngày 19 tháng 6 năm 2017, thí sinh từng tham gia Produce 101 Season 2, Yoo Hwe-seung sẽ được bổ sung vào N.Flying.
Vào ngày 23 tháng 7 năm 2017, FNC Entertainment đã lập một trang web dành riêng cho việc thông báo ngày trở lại của N.Flying vào tháng 8. Công ty công bố ảnh và video teaser từ ngày 23 tháng 7 đến ngày 31 tháng 7. Vào ngày 2 tháng 8, EP thứ hai THE REAL: N.Flying với ca khúc chủ đề "The Real" được phát hành.
Vào ngày 3 tháng 1 năm 2018, N.Flying phát hành EP thứ ba The Hottest với bài hát chủ đề "Hot Potato".
Vào ngày 16 tháng 5 năm 2018, họ phát hành EP thứ tư How Are You?.
N.Flying công bố dự án kéo dài một năm, Fly High Project với mục đích giới thiệu tiềm năng và cá tính âm nhạc của ban nhạc tới nhiều người hơn nữa. Các thành viên sẽ tham gia vào quá trình lên kế hoạch và sản xuất các bài hát trong dự án. Vào ngày 26 tháng 10 năm 2018, ca khúc đầu tiên của dự án "Like a Flower" được phát hành.
N.Flying đã tổ chức concert mang tên "N.Flying 1st Livehouse Tour - THE REAL Ⅳ" vào ngày 5 và 7 tháng 12 tại Nhật Bản. Sau khi kết thúc buổi diễn, N.Flying thông báo sẽ tổ chức buổi biểu diễn "2019 LIVE IN JAPAN -BROTHERHOOD-" tại Tokyo vào ngày 7 tháng 6 năm 2019 nhân dịp phát hành full album tiếng Nhật đầu tiên Brotherhood.
Vào ngày 19 tháng 12 năm 2018, Công ty thông báo thành viên Kwang-jin tự nguyện rời khỏi nhóm do các cáo buộc về hành vi không phù hợp phát tán trên mạng. Tay bass chính thức rời nhóm vào ngày 26 tháng 12 năm 2018.

### 2019: Đột phá
Vào ngày 2 tháng 1 năm 2019, bốn thành viên N.Flying đã phát hành ca khúc "Rooftop" thông qua Fly High Project #2. Sau khi phát hành ca khúc, N.Flying tổ chức buổi diễn "N.Flying Fly High Project Note 2. 2019" vào ngày 19 tháng 1 tại MUV Hall. Ban đầu "Rooftop" có thứ hạng thấp trong các bảng xếp hạng âm nhạc tại Hàn Quốc nhưng sau khi kết thúc đợt quảng bá trên các chương trình âm nhạc vào đầu tháng 3, bài hát đã bất ngờ nổi tiếng và lan truyền nhanh chóng sau khi một người ẩn danh chia sẻ trên cộng đồng mạng. "Rooftop" sau đó đã giành vị trí số 1 trên tất cả bảng xếp hạng âm nhạc lớn của Hàn Quốc và đứng đầu bảng xếp hạng nhạc số hàng tuần của Gaon trong hai tuần liên tiếp và bảng xếp hạng nhạc số Gaon hàng tháng trong tháng 3. Vào ngày 5 tháng 3, N.Flying lần đầu tiên chiến thắng trên một chương trình âm nhạc tại chương trình The Show, sau đó là Inkigayo vào ngày 17 tháng 3.
Vào ngày 24 tháng 4 năm 2019, N.Flying phát hành EP thứ năm Spring Memories với ca khúc chủ đề cùng tên thông qua Fly High Project # 3. EP bao gồm sáu bài hát bao gồm các bài hát đã phát hành trước đó là "Like a Flower" và "Rooftop". Sau khi phát hành bài hát, N.Flying đã tổ chức buổi biểu diễn mang tên "N.Flying Fly High Project Note 3" vào ngày 29 tháng 4 tại MUV Hall. Album ra mắt ở vị trí thứ 5 trên Gaon.
Vào tháng 6 năm 2019, chuyến lưu diễn vòng quanh thế giới đầu tiên mang tên 2019 Live Up All Night của N.Flying được thông báo sẽ diễn ra tại Bangkok vào ngày 20 tháng 6 và tại Hồng Kông vào ngày 10 tháng 8 và tại Paris vào ngày 22 tháng 9.
N.Flying đã tổ chức concert solo "N.Flying Fly High Project Note 4" vào ngày 20 tháng 7 tại Yes24 Live Hall.

### 2020 – nay: Thành viên mới Dong-sung
Vào ngày 1 tháng 1 năm 2020, trưởng nhóm của N.Flying, Seung-hyub đã đăng lên fancafe thông báo cựu trưởng nhóm và tay bass của HONEYST, Dong-sung chính thức trở thành tay bass của N.Flying, sau đó FNC Entertainment xác nhận thông báo. Dongsung trước đó đã tham gia vào các hoạt động của N.Flying từ mùa hè năm 2019 với tư cách là thành viên hỗ trợ.
Vào ngày 19 tháng 7 năm 2020, N.Flying thông báo sẽ biểu diễn tại Grand Mint Festival 2020.

## Các thành viên
| Nghệ danh           | Nghệ danh           | Tên thật            | Tên thật            | Ngày sinh           | Vị trí                                                   | Quốc tịch           |
| Latinh              | Hangul              | Latinh              | Hangul              | Ngày sinh           | Vị trí                                                   | Quốc tịch           |
| Thành viên hiện tại | Thành viên hiện tại | Thành viên hiện tại | Thành viên hiện tại | Thành viên hiện tại | Thành viên hiện tại                                      | Thành viên hiện tại |
| ------------------- | ------------------- | ------------------- | ------------------- | ------------------- | -------------------------------------------------------- | ------------------- |
| Seunghyub           | 승협                | Lee Seung Hyub      | 이승협              | 31/10/1992          | Leader, Main Rapper, Lead Vocalist, Rhythm Guitar, Piano | Hàn Quốc            |
| Hun                 | 훈                  | Cha Hun             | 차훈                | 12/07/1994          | Lead Guitarist, Back-up Vocalist                         | Hàn Quốc            |
| Jaehyun             | 재현                | Kim Jae Hyun        | 김재현              | 15/07/1994          | Drummer                                                  | Hàn Quốc            |
| Hweseung            | 회승                | Yoo Hwe Seung       | 유회승              | 28/02/1995          | Main Vocalist                                            | Hàn Quốc            |
| Dongsung            | 동성                | Seo Dong Sung       | 서동성              | 09/04/1996          | Bassist, Back-up Vocalist, Maknae                        | Hàn Quốc            |
| Thành viên cũ       |                     |                     |                     |                     |                                                          |                     |
| Kwangjin            | 광진                | Kwon Kwang Jin      | 권광진              | 12/08/1992          | Bassist, Back-up Vocalist                                | Hàn Quốc            |

## Danh sách đĩa nhạc

### Full album
| Tiêu đề                | Chi tiết | Xếp hạng cao nhất | Doanh số      |
| ---------------------- | --- | ----------------- | ------------- |
| Brotherhood            | - Ngày phát hành: 22/05/2019 (JPN) - Công ty: FNC Entertainment - Định dạng: CD, nhạc số Track listing 1. The World Is Mine 2. Stand By Me 3. Pinhole 4. Wanna Be 5. Color 6. Lupin 7. Run 8. Delight 9. Rooftop -Japanese version 10. Songbird     | 10 (JPN)          | - JPN: 7.090  |
| Man on the moon        | - Ngày phát hành: 07/06/2020 (KOR) - Công ty: FNC Entertainment - Định dạng: CD, nhạc số Track listing 1. Moonshot 2. Ask 3. Comma, 4. Undo 5. You 6. Blue Scene 7. Fate 8. Zip. 9. To you 10. Flashback                                            |                   | - KOR: 58,945 |
| Turbulence(repackaged) | - Ngày phát hành: 06/10/2021 (KOR) - Công ty: FNC Entertainment - Định dạng: CD, nhạc số Track listing 1. Sober 2. Into Bloom 3. Video Therapy 4. Moonshot 5. Ask 6. Comma, 7. Undo 8. You 9. Blue Scene 10. Fate 11. Zip. 12. To you 13. Flashback |                   | KOR: 29,200\| |

### Đĩa đơn
| Tiêu đề | Chi tiết | Xếp hạng cao nhất | Doanh số     |
| Tiêu đề | Chi tiết | Album             | Doanh số     |
| ------- | --- | ----------------- | ------------ |
| Lonely  | - Ngày phát hành: 22/10/2015 (KOR) - Công ty: FNC Entertainment - Định dạng: CD, nhạc số Track listing 1. Lonely 2. Knock Knock 3. 뻔뻔 (Shameless) | 9                 | - KOR: 2.756 |

### Mini album
| Tiêu đề               | Chi tiết | Xếp hạng cao nhất | Doanh số      |
| Tiêu đề               | Chi tiết | KOR               | Doanh số      |
| --------------------- | --- | ----------------- | ------------- |
| Awesome               | - Ngày phát hành: 20/02/2015 (KOR) - Công ty: FNC Entertainment - Định dạng: CD, nhạc số Track listing 1. "One N Only" 2. "Awesome" (기가 막혀) 3. "Heartbreak" (가슴이 놀래) 4. "All in" 5. "1 Minute" (1분)                                                                                 | 4                 | - KOR: 3.968  |
| The Real: N.Flying    | - Ngày phát hành: 02/08/2017 (KOR) - Công ty: FNC Entertainment - Định dạng: CD, nhạc số Track listing 1. "Let's Get Down to It" 2. "The Real" (진짜가 나타났다) 3. "다행이야" 4. "정리가 안돼" 5. "짠해" 6. "R U Ready?"                                                                     | 8                 | - KOR: 4.580  |
| The Hottest: N.Flying | - Ngày phát hành: 03/01/2018 (KOR) - Công ty: FNC Entertainment - Định dạng: CD, nhạc số Track listing 1. "Don't Forget This" (그러니까 우라) 2. "Hot Potato" (뜨거운 감자) 3. "Crossroad" (골목길에서) 4. "I Know U Know" 5. "Can't Be Better" (이보다 좋을까) 6. "Just One Day" (딱 하루만) | 24                | - KOR: 6.000  |
| How Are You?          | - Ngày phát hành: 16/05/2018 (KOR) - Công ty: FNC Entertainment - Định dạng: CD, nhạc số Track listing 1. "How R U Today" 2. "Up All Night" 3. "Lovefool" 4. "Anyway" 5. "Fall With You" | 14                | - KOR: 7.919  |
| Spring Memories       | - Ngày phát hành: 24/04/2019 (KOR) - Công ty: FNC Entertainment - Định dạng: CD, nhạc số Track listing 1. "Spring Memories" 2. "Leave It" 3. "Flowerwork" 4. "Preview" 5. "Like a Flower" 6. "Rooftop"                                                                                        | 5                 | - KOR: 31,749 |
| Yaho                  | - Ngày phát hành: 15/10/2019 (KOR) - Công ty: FNC Entertainment - Định dạng: CD, nhạc số Track listing 1. 굿밤 (Good Bam) 2. Autumn Dream 3. ㅈㅅ (Pardon?) 4. 4242 5. Sunset | 3                 | - KOR: 51.237 |
| So, 通 (소통)         | - Ngày phát hành: 10/06/2020 (KOR) - Công ty: FNC Entertainment - Định dạng: CD, nhạc số Track listing 1. 아 진짜요. (Oh really.) 2. FLOWER FANTASY 3. 꽃바람 (YOUTH) 4. 아무거나(I'M GONNA) 5. 마지막 무대 6. 에요 (E-YO)                                                                    | 4                 | - KOR: 68.825 |
| Dearest               | - Ngày phát hành: 17/10/2022 (KOR) - Công ty: FNC Entertainment - Định dạng: CD, nhạc số Track listing 1. 폭망 (I like you) 2. 그 밤 (The night) 3. Firefly 4. 일 (1) 5. Monster 6. Shooting star                                                                                             | 7                 | KOR: 49,703   |

## Video âm nhạc
| Tiêu đề           | Năm  | Đạo diễn               |
| ----------------- | ---- | ---------------------- |
| "Awesome"         | 2015 |                        |
| "Lonely"          | 2015 |                        |
| "Knock Knock"     | 2016 |                        |
| "Endless Summer"  | 2016 |                        |
| "The Real"        | 2017 |                        |
| "Hot Potato"      | 2018 |                        |
| "How R U Today"   | 2018 |                        |
| "So Pretty"       | 2018 |                        |
| "Like a Flower"   | 2018 |                        |
| "Rooftop"         | 2019 | Lee Hae-jin (Zanybros) |
| "Spring Memories" | 2019 |                        |
| "Leave it"        | 2019 |                        |
| "Good Bam"        | 2019 |                        |
| "Oh Really."      | 2020 |                        |
| "FLOWER FANTASY"  | 2020 |                        |
| "Moonshot"        | 2021 |                        |
| "Sober"           | 2021 |                        |
| "I like you"      | 2022 |                        |
| "The night"       | 2022 |                        |

Danh sách phim
| Năm  | Đài | Tiêu đề                                               |
| ---- | --- | ----------------------------------------------------- |
| 2014 | tvN | Cheongdam-dong 111                                    |
| 2014 | tvN | Cheongdam-dong 111: N.Flying's Way of Becoming a Star |

## Công diễn và lưu diễn
| Ngày                     | Thành phố | Quốc gia    | Địa điểm                 |
| ------------------------ | --------- | ----------- | ------------------------ |
| 29 tháng 6, 2019         | Bangkok   | Thái Lan    | Ultra Arena Hall Show Dc |
| 10 tháng 8, 2019         | Hồng Kông | Hồng Kông   | AsiaWorld-Expo           |
| 1 tháng 9, 2019          | Manila    | Philippines | Nhà hát New Frontier     |
| Ngày 15 tháng 9 năm 2019 | Đài Bắc   | Đài loan    | ATT Show Box             |
| 22 tháng 9, 2019         | Paris     | Pháp        | Le Bataclan              |

1. ↑  "N.Flying" (bằng tiếng Hàn). Official Daum Cafe. Truy cập ngày 22 tháng 4 năm 2014.
2. ↑  "FNC to Present New Boy Band N Flying through 'Cheongdam-dong 111'". CJ E&M enewsWorld via Yahoo!. ngày 12 tháng 3 năm 2014. Bản gốc lưu trữ ngày 13 tháng 3 năm 2014.
3. ↑  JpopAsia. "JpopAsia". JpopAsia. Bản gốc lưu trữ ngày 12 tháng 7 năm 2021. Truy cập ngày 15 tháng 7 năm 2020.
4. ↑  N.Flying (엔플라잉) (ngày 19 tháng 5 năm 2015). "N.Flying (엔플라잉) - 기가 막혀 (Awesome) M/V" – qua YouTube.
5. 1 2  "[단독] '프듀2' FNC 연습생 유회승, 엔플라잉 신멤버 합류 확정" (bằng tiếng Hàn). Truy cập ngày 19 tháng 6 năm 2017.
6. ↑  "One of N.Flying's Members was Originally a Member of CN Blue". CJ E&M enewsWorld. ngày 3 tháng 1 năm 2014. Bản gốc lưu trữ ngày 9 tháng 2 năm 2014. Truy cập ngày 22 tháng 4 năm 2014.
7. ↑  "FNC Trainee Park Rai-On officially removed from N.Flying". CJ E&M enewsWorld. ngày 3 tháng 1 năm 2013. Truy cập ngày 3 tháng 1 năm 2013.
8. ↑  Juniel: Pretty Boy MV trên YouTube
9. 1 2  "NFlying". www.facebook.com.
10. ↑  "엔플라잉(N.Flying), 일본 타워레코드 1위...괴물 신인". topstarnews.net.
11. ↑  "엔플라잉(N.Flying), 첫 선 'FT아일랜드-씨엔블루' 잇는다" (bằng tiếng Hàn). TopStarNews. ngày 2 tháng 1 năm 2014. Truy cập ngày 18 tháng 6 năm 2015.
12. ↑  "tvN '청담동111' 속편 온다...엔플라잉 데뷔 드라마" (bằng tiếng Hàn). OSEN. ngày 23 tháng 1 năm 2014. Truy cập ngày 22 tháng 4 năm 2014.
13. ↑  "'FNC 대형신인' 밴드 '엔플라잉'이 김우빈의 바통을 이어받는다" (bằng tiếng Hàn). enews24. ngày 29 tháng 1 năm 2014. Bản gốc lưu trữ ngày 22 tháng 2 năm 2014. Truy cập ngày 22 tháng 4 năm 2014.
14. ↑  N.Flying (엔플라잉) (ngày 11 tháng 4 năm 2014). "청담동111 - N.Flying 엔플라잉 스타가 되는 길 5화(마지막회) 다시보기 Full ver" – qua YouTube.
15. ↑  "N-Flying to open for FTISLAND Singapore concert". Singapore Press Holdings Ltd. ngày 26 tháng 2 năm 2014. Bản gốc lưu trữ ngày 18 tháng 6 năm 2015. Truy cập ngày 22 tháng 4 năm 2014.
16. ↑  "N.Flying to delay their domestic debut in light of Seunghyub's injury". allkpop=2014-07-11. ngày 15 tháng 2 năm 2015.
17. ↑  http://fncent.com/nflying/1mini/index.html?url=/NFLYING/b/introduce/1559%5B%5D%5B%5D
18. ↑  "엔플라잉, 20일 데뷔곡 '기가 막혀' 발표". ngày 11 tháng 5 năm 2015. Truy cập ngày 26 tháng 7 năm 2016.
19. ↑  "'FNC 루키' 엔플라잉, 데뷔 앨범 한중일 발매 '글로벌 밴드'".
20. ↑  "엔플라잉(N.Flying), AOA 설현이 출연하는 데뷔곡 '기가 막혀' MV 티저 영상 공개..'육감적인 자태 눈길'" (bằng tiếng Hàn). StarJN. ngày 19 tháng 5 năm 2015. Truy cập ngày 18 tháng 6 năm 2015.
21. ↑  "AOA 설현, '섹시 알바녀' 모습으로 엔플라잉 뮤비 지원사격!" (bằng tiếng Hàn). NewsKorea. ngày 20 tháng 5 năm 2015. Truy cập ngày 18 tháng 6 năm 2015.
22. ↑  "FNC Entertainment artists release mysterious photos - allkpop.com".
23. ↑  "N.Flying teases for their first 'Lonely' single - allkpop.com".
24. ↑  "N.Flying members are 'Lonely' in individual teaser images - allkpop.com".
25. ↑  "N.Flying release mysterious MV teaser for upcoming single 'Lonely' - allkpop.com".
26. ↑  "N.Flying are 'Lonely' souls in second MV teaser - allkpop.com".
27. ↑  "N.Flying drops special MV teaser for their 'Lonely' ways - allkpop.com".
28. ↑  "N.Flying impress with 'Lonely' track list + highlight medley - allkpop.com".
29. ↑  "N.Flying ponder deeply on being 'Lonely' in full MV - allkpop.com".
30. ↑  [KCON 2016 Japan×M COUNTDOWN] N.Flying _ Awesome(기가막혀) M COUNTDOWN 160414 EP.469
31. ↑  "FNC Entertainment addresses N.Flying's possible member changes | allkpop.com". allkpop. Truy cập ngày 19 tháng 6 năm 2017.
32. ↑  23, J. Lim July; 2017 (ngày 23 tháng 7 năm 2017). "Update: N.Flying Reveals New Group Teaser Photo For Comeback With 5 Members". Soompi. Bản gốc lưu trữ ngày 7 tháng 9 năm 2017. Truy cập ngày 4 tháng 8 năm 2017. {{Chú thích web}}: |tác giả= có tên số (trợ giúp)
33. ↑  2, DY_Kim August; 2017 (ngày 2 tháng 8 năm 2017). "Watch: N.Flying Makes 5-Member Comeback With "Real" MV Featuring Special Cameo". Soompi. Bản gốc lưu trữ ngày 2 tháng 8 năm 2017. Truy cập ngày 4 tháng 8 năm 2017. {{Chú thích web}}: |tác giả= có tên số (trợ giúp)
34. ↑  "N.Flying Makes Funky Return with MV For Hot Potato". soompi.com. Bản gốc lưu trữ ngày 17 tháng 5 năm 2018. Truy cập ngày 11 tháng 8 năm 2020.
35. ↑  "엔플라잉 "섹시 콘셉트 위해 멤버 모두 4kg 이상 감량"". mstoo.asiae.co.kr. Bản gốc lưu trữ ngày 17 tháng 5 năm 2018. Truy cập ngày 11 tháng 8 năm 2020.
36. ↑  "컴백' 엔플라잉 "서정 섹시 콘셉트, 멤버 전원 4kg 이상 감량". m.xportsnews.com.
37. ↑  "[공식입장] 엔플라잉, 26일 신곡 '꽃' 발표...'청춘아련' 감성 자극". www.xportsnews.com (bằng tiếng Hàn). ngày 16 tháng 10 năm 2018. Truy cập ngày 3 tháng 6 năm 2020.
38. ↑  https://n.news.naver.com/entertain/article/109/0003918314
39. ↑  https://n.news.naver.com/entertain/article/213/0001075209
40. ↑  "엔플라잉 권광진, 팬 기만+성추행 의혹...소속사는 '묵묵부답'". 서울경제 (bằng tiếng Hàn). ngày 19 tháng 12 năm 2018. Truy cập ngày 3 tháng 6 năm 2020.
41. ↑  https://entertain.naver.com/read?oid=416&aid=0000237995
42. ↑  https://n.news.naver.com/entertain/article/112/0003115641
43. ↑  https://n.news.naver.com/entertain/article/408/0000064847
44. ↑  "엔플라잉 "'옥탑방' 역주행으로 1위, 최초 작성자 찾고 싶다"". 디스패치 | 뉴스는 팩트다! (bằng tiếng Hàn). ngày 15 tháng 3 năm 2019. Truy cập ngày 3 tháng 6 năm 2020.
45. ↑  https://n.news.naver.com/entertain/article/109/0003957305
46. ↑  http://www.gaonchart.co.kr/main/section/chart/online.gaon?nationGbn=T&serviceGbn=ALL&targetTime=03&hitYear=2019&termGbn=month
47. ↑  https://n.news.naver.com/entertain/article/109/0003963474
48. ↑  "Watch: N.Flying Takes 2nd Win For "Rooftop" On "Inkigayo"; Performances By MAMAMOO, Wooseok x Kuanlin, TXT, And More". Soompi. Truy cập ngày 7 tháng 6 năm 2025.
49. ↑  https://n.news.naver.com/entertain/article/109/0003989975
50. ↑  http://www.gaonchart.co.kr/main/section/chart/album.gaon?nationGbn=T&serviceGbn=&targetTime=17&hitYear=2019&termGbn=week
51. ↑  "Bản sao đã lưu trữ". Bản gốc lưu trữ ngày 24 tháng 8 năm 2019. Truy cập ngày 11 tháng 8 năm 2020.
52. ↑  https://n.news.naver.com/entertain/article/112/0003188285
53. ↑  "FNC 측 "엔플라잉 베이스 객원멤버 서동성 정식 합류"(공식입장 전문)". Truy cập ngày 7 tháng 6 năm 2025.
54. ↑  "FNC Entertainment". Truy cập ngày 7 tháng 6 năm 2025.
55. ↑  "[공식입장] FNC 측 '허니스트 출신 서동성, 엔플라잉 정식 멤버로 합류'". 서울경제 (bằng tiếng Hàn). ngày 2 tháng 1 năm 2020. Truy cập ngày 3 tháng 6 năm 2020.
56. ↑  "Grand Mint Festival". www.facebook.com (bằng tiếng Anh). Truy cập ngày 6 tháng 8 năm 2020.
57. ↑  Peak Gaon Chart Album Chart Ranking
58. ↑  2015년 10월 Album Chart [October 2015 Album Chart]. Gaon Music Chart (bằng tiếng Hàn). Truy cập ngày 24 tháng 2 năm 2019.
59. ↑  "Gaon Weekly Album Chart". Gaon Music Chart (bằng tiếng Hàn). Truy cập ngày 24 tháng 2 năm 2019.
60. ↑  2015년 06월 Album Chart [June 2015 Album Chart]. Gaon Music Chart (bằng tiếng Hàn). Truy cập ngày 24 tháng 2 năm 2019.
61. ↑  2017년 08월 Album Chart [August 2017 Album Chart]. Gaon Music Chart (bằng tiếng Hàn). Truy cập ngày 24 tháng 2 năm 2019.
62. ↑  "2018년 02월 Album Chart". Gaon Music Chart (in Korean). Truy cập ngày 24 tháng 2 năm 2019.
63. ↑  "2019년 04월 Album Chart". Gaon Music Chart (in Korean). Truy cập ngày 14 tháng 5 năm 2019.
64. ↑  "2019년 08월 Album Chart (see #86)". Gaon Music Chart (bằng tiếng Hàn). Truy cập ngày 12 tháng 7 năm 2019.
65. ↑  2019년 Album Chart [2019 Album Chart]. Gaon Music Chart (bằng tiếng Hàn). Truy cập ngày 10 tháng 1 năm 2020.
66. ↑  2020년 6월 Album Chart [June 2020 Album Chart]. Gaon Music Chart (bằng tiếng Hàn). Truy cập ngày 9 tháng 7 năm 2020.
67. ↑  "N.Flying: Rooftop 옥탑방". Zanybros. Truy cập ngày 24 tháng 2 năm 2019.
68. ↑  청담동 111' 앤플라잉, 연습생들에 "지문인식 된다" 깨알자랑" (bằng tiếng Hàn). fnnews.com. Bản gốc lưu trữ ngày 6 tháng 1 năm 2014.
69. ↑  "FNC to Present New Boy Band N.FLYING through 'Cheongdamdong 111'". mwave.interest.me. Bản gốc lưu trữ ngày 6 tháng 1 năm 2014.